# Mastigodiaptomus amatitlanensis
Mastigodiaptomus amatitlanensis là một loài động vật giáp xác trong họ Diaptomidae. Chúng là loài đặc hữu của Guatemala.